# دوان كولينز
دوان كولينز (بالإنجليزية: DeJuan Collins)‏ مواليد 20 نوفمبر 1976 في يونغزتاون، هو لاعب كرة سلة أمريكي. بدأ مسيرته الاحترافية في سنة 2000. يبلغ طوله 6 قدم 2 بوصة (1.9 م). اعتزل اللعب في 2013.

## المسيرة الاحترافية

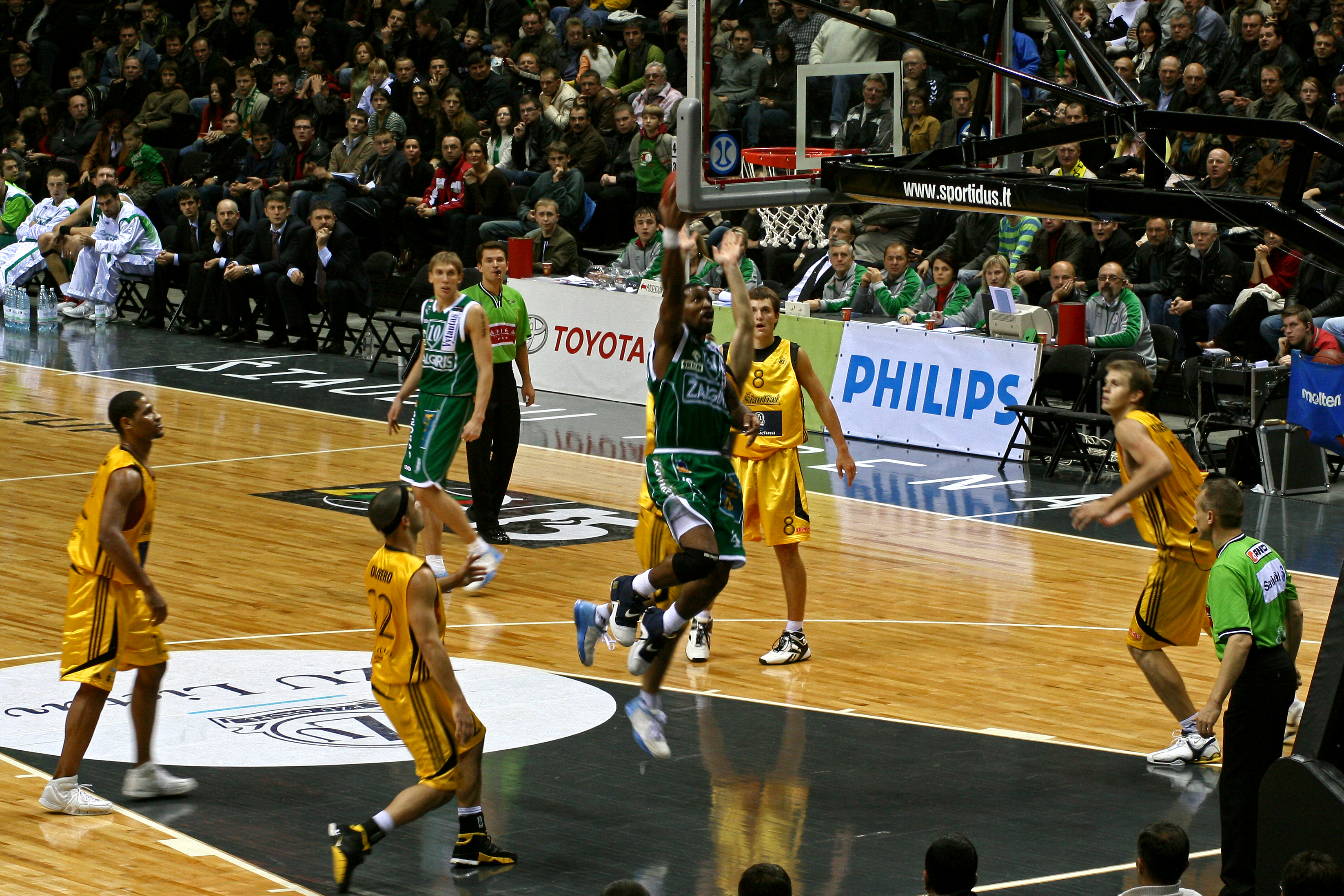
تُظهر هذه الصورة جزءًا من المسيرة الاحترافية للاعب كرة السلة لوان كولينز، حيث توضح إحصائيات أدائه في مختلف المواسم والفرق التي لعب لها. تسلط الضوء على مساهماته في الفريق من خلال النقاط، الدقائق، والتصديات، مما يبرز تطوره المهني عبر السنوات.

لعب مع تايغرز توبينغن في الدوري الألماني من سنة 2000 إلى 2002، ثم لعب مع ألبا برلين من سنة 2002 إلى 2004، ثم لعب مع بالاكانسترو فاريزي في الدوري الإيطالي في موسم 2005–2006، ثم لعب مع بروس باسكتس في الدوري الألماني في موسم 2006–2007، ثم لعب مع زالغيريس لكرة السلة في موسم 2007–2008، ثم لعب مع لوكوموتيف كوبان في الدوري الروسي في سنة 2008، ثم لعب مع إشبيلية في الدوري الإسباني في موسم 2008–2009، ثم لعب مع زالغيريس لكرة السلة من سنة 2010 إلى 2012.

## إحصائيات المسيرة
|  | تصدر الدوري |

### الدوري الأوروبي
| السنة   | الفريق              | لعب | بدأ | دقيقة | ميداني% | ثلاثية | حرة  | ارتداد | صنع | استلاب | تصدي | نقطة | أداء |
| ------- | ------------------- | --- | --- | ----- | ------- | ------ | ---- | ------ | --- | ------ | ---- | ---- | ---- |
| 2002–03 | ألبا برلين          | 8   | 8   | 27.0  | .481    | .310   | .667 | 3.6    | 2.6 | 1.5    | .5   | 16.1 | 12.4 |
| 2003–04 | ألبا برلين          | 14  | 14  | 33.3  | .533    | .298   | .778 | 4.2    | 2.5 | 1.3    | .2   | 16.6 | 16.0 |
| 2006–07 | زالغيريس لكرة السلة | 2   | 2   | 36.2  | .500    | .000   | .714 | 3.5    | 4.0 | 1.5    | .0   | 8.5  | 10.0 |
| 2007–08 | زالغيريس لكرة السلة | 20  | 20  | 30.0  | .470    | .211   | .830 | 3.9    | 5.3 | 1.3    | .0   | 10.8 | 14.8 |
| 2010–11 | زالغيريس لكرة السلة | 16  | 8   | 20.3  | .467    | .333   | .837 | 2.1    | 2.3 | 1.3    | .1   | 6.7  | 8.4  |
| 2011–12 | زالغيريس لكرة السلة | 12  | 1   | 15.1  | .481    | .370   | .952 | 1.3    | 1.5 | .1     | .0   | 6.3  | 5.7  |

## روابط خارجية
- دوان كولينز على موقع الدوري الأوروبي لكرة السلة (الإنجليزية)
- دوان كولينز على موقع الدوري الإسباني لكرة السلة (الإسبانية)
- دوان كولينز على موقع كلية كرة السلة في سبورتس رفرنس.كوم (الإنجليزية)
- دوان كولينز على موقع ريلجم (الإنجليزية)
- دوان كولينز على موقع بروبوليرز (الإنجليزية)